# Троцкија (Беневенто)
Троцкија је насеље у Италији у округу Беневенто, региону Кампанија.
Према процени из 2011. у насељу је живело 88 становника. Насеље се налази на надморској висини од 339 м.